# Dománovický les
Dománovický les je přírodní rezervace vyhlášená s účinností od 1. ledna 1989. Důvodem ochrany je výskyt chráněných a ohrožených druhů rostlin a živočichů.

## Popis lokality
Les je ojedinělým zbytkem přirozeného původního dubohabrového lesa. Na území žije kriticky ohrožený hnědásek osikový (Euphydryas maturna) nebo roháč obecný (Lucanus cervus). Z rostlin to je žluťucha jednoduchá svízelovitá, kriticky ohrožený druh (poslední 4 lokality v Česku), silně ohrožené střevíčník pantoflíček (Cypripedium calceolus), vstavač nachový (Orchis purpurea), okrotice červená (Cephalanthera rubra), okrotice bílá (Cephalanthera damasonium), mařinka barvířská (Asperula tinctoria) či ohrožený medovník meduňkolistý (medovník meduňkolistý). V roce 2016 zde žila stabilizovaná, ale stále velice zranitelná populace hnědáska osikového okolo 150 dospělců. 

## Galerie

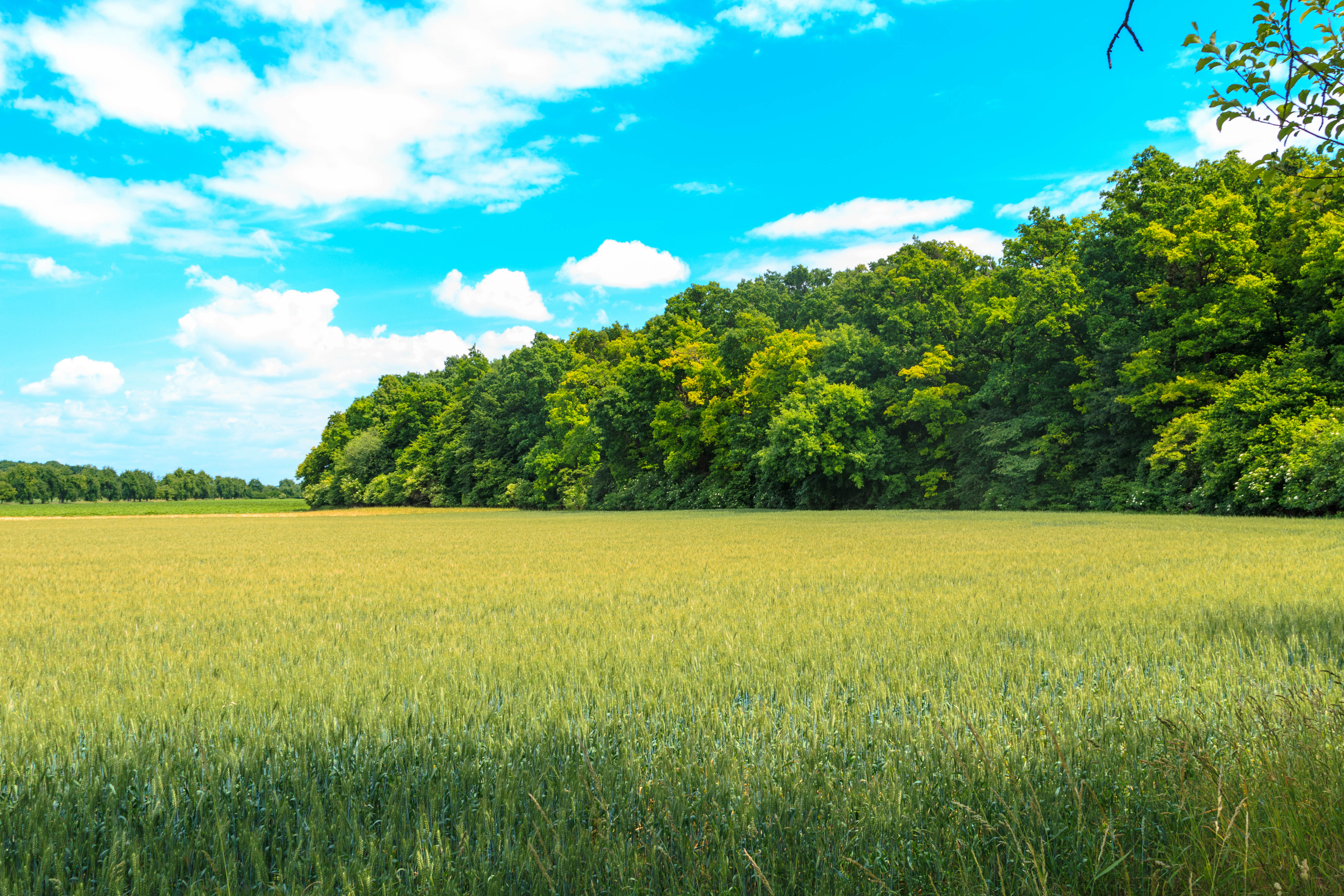
Dománovický les
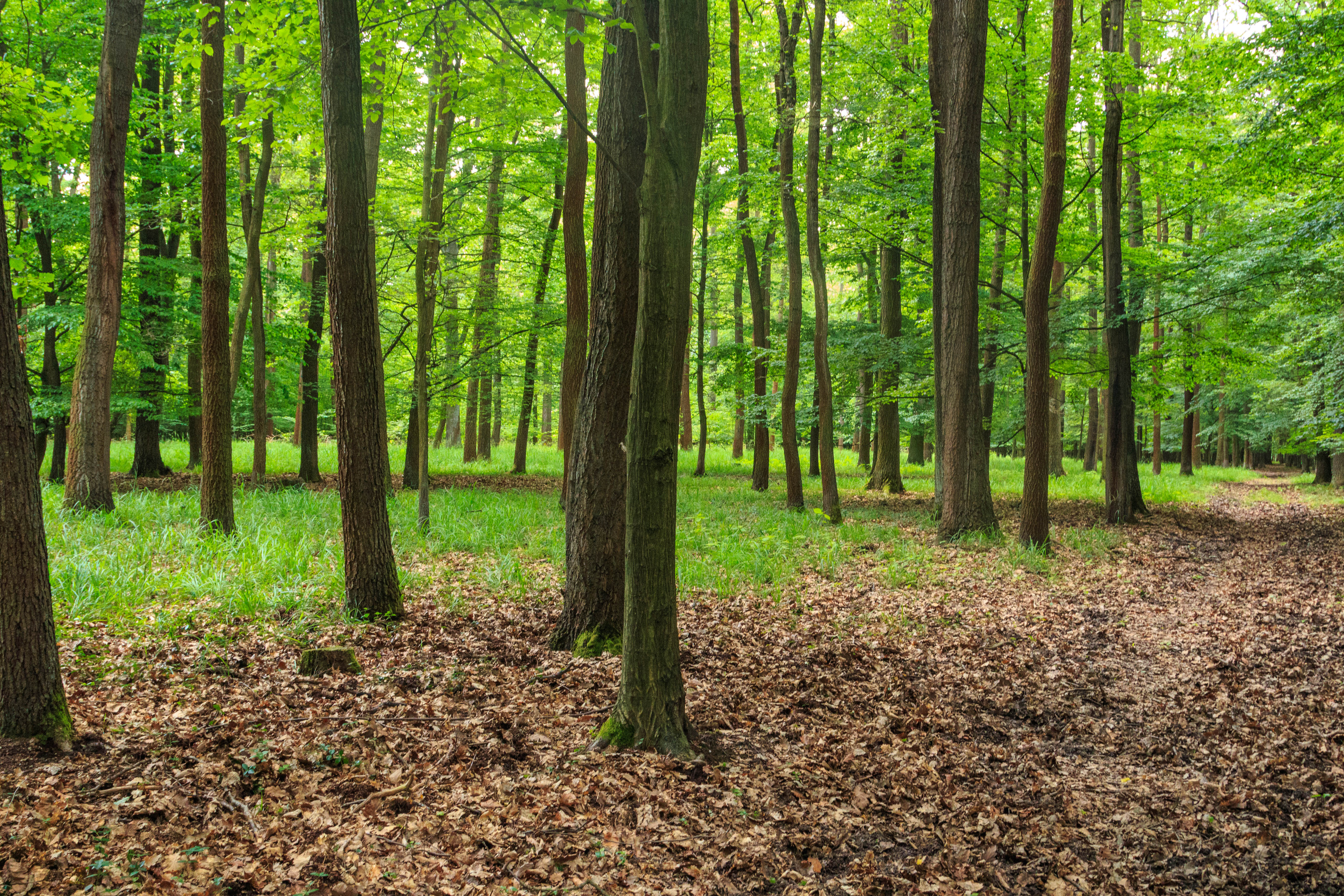
Dománovický les
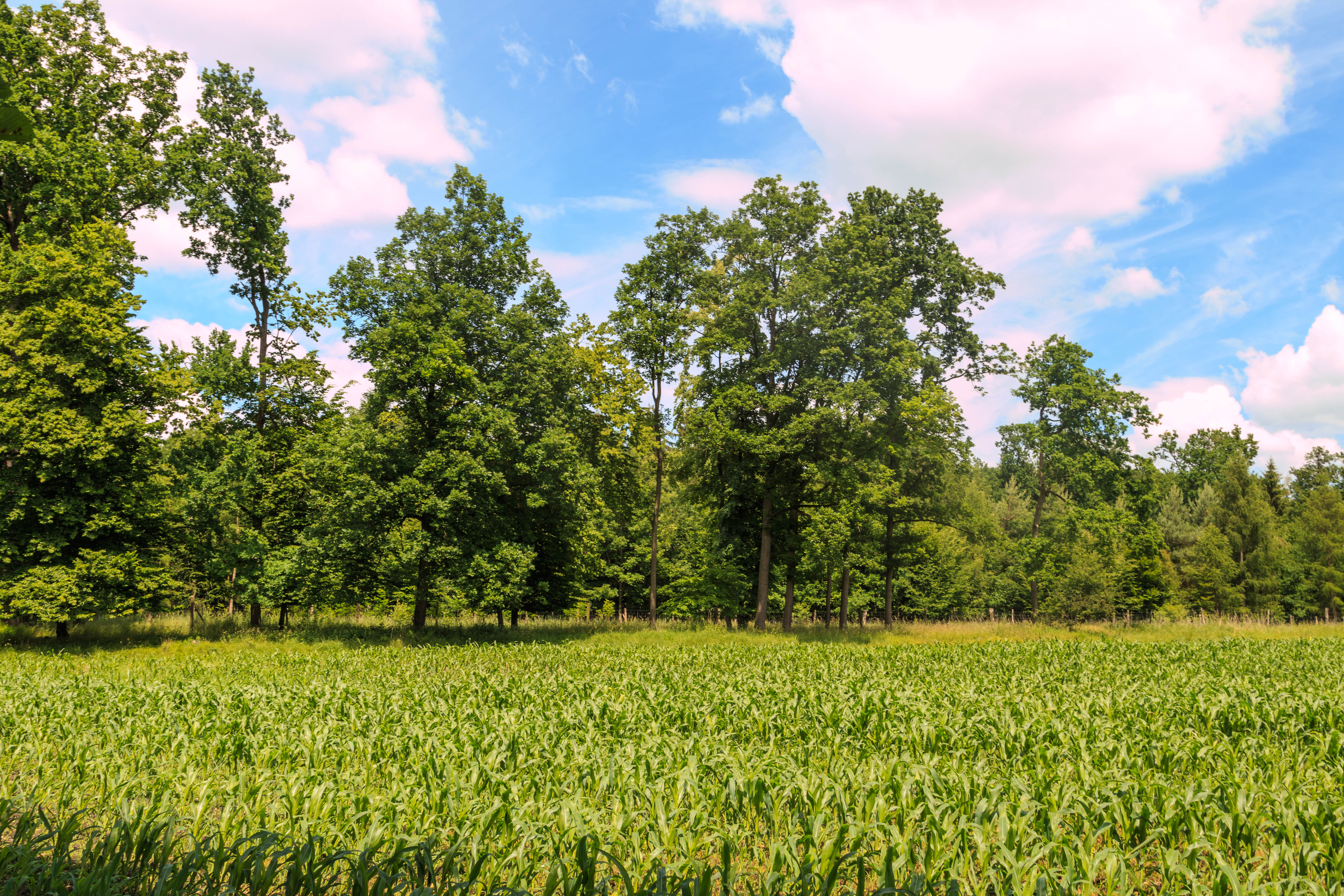
Dománovický les
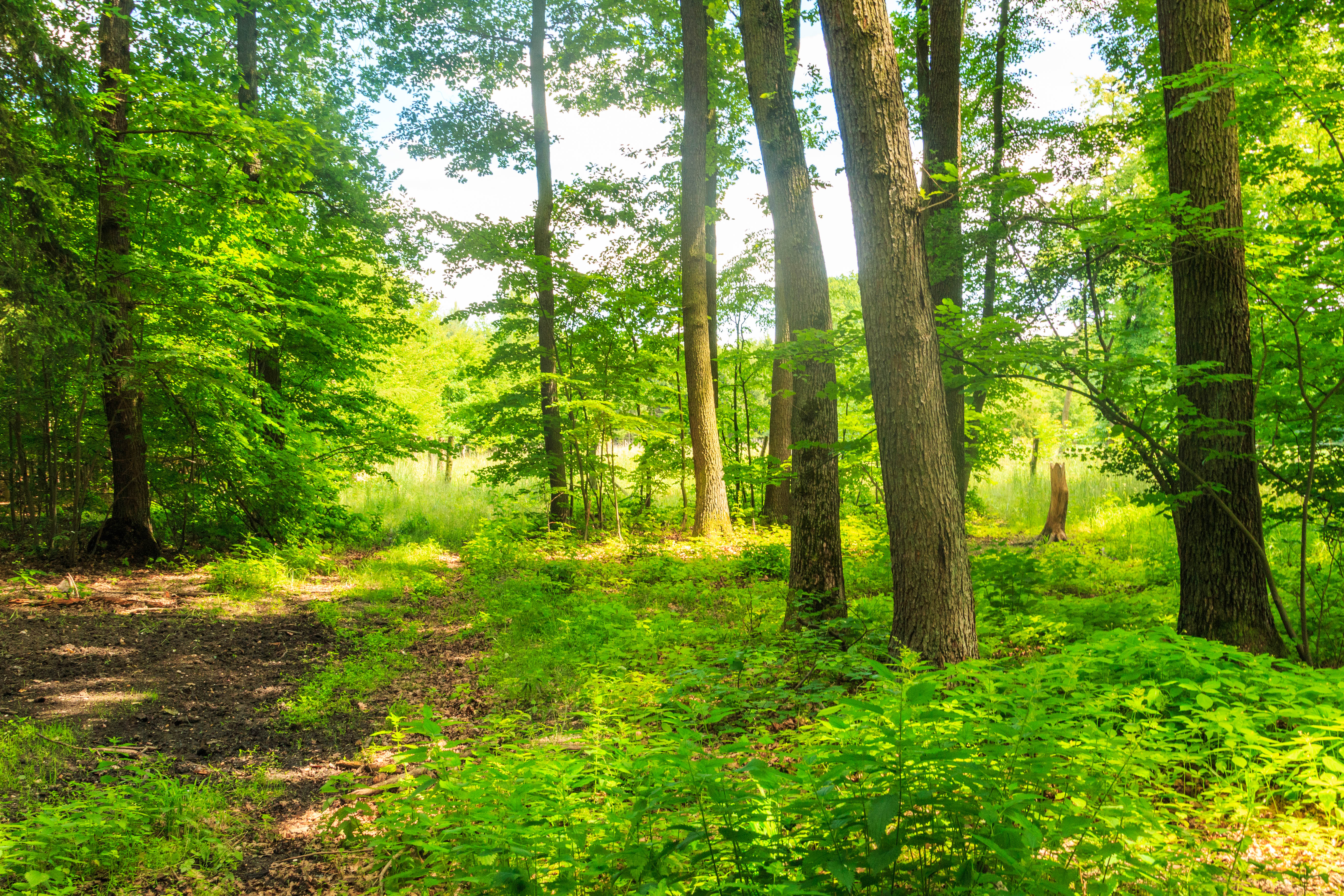
Dománovický les